# فرودگاه شهری مایویل
فرودگاه شهری مایویل (به انگلیسی: Mayville Municipal Airport) یک فرودگاه همگانی بهره‌برداری هوایی است که یک باند فرود آسفالت دارد. این فرودگاه در کشور ایالات متحده آمریکا قرار دارد .